# Список умерших в 748 году

## Январь
- 18 января — Одилон, герцог Баварии (736—748).

## Май
- 22 мая — Императрица Гэнсё, 44-я императрица Японии (715—724).

## Декабрь
- 9 декабря — Наср ибн Сайяр, арабский военачальник и последний Омейядский губернатор Хорасана (738—748).

## Дата смерти неизвестна или требует уточнения
- Айюб ас-Сахтияни, мусульманский богослов, табиин, хадисовед.
- Васил ибн Ата, один из основоположников мутазилизма.
- Индрехтах мак Дунгалайг, король Наута (Северной Бреги) и всей Бреги (742—748) из рода Сил Аэдо Слане.
- Кхун Бором, в мифологии, эпосе и традиционной историографии тай-кадайских народов (лао и бирманские шаны) первый правитель, культурный герой, прародитель царских династий лаосцев и других народов.
- Эдберт I, король Кента (725—748).